# Стоян Карамихайлов
Стоян Димитров Карамихайлов, наречен Сминишки, е български революционер, деец на Върховния македоно-одрински комитет и Вътрешната македоно-одринска революционна организация.

## Биография
Карамихайлов е роден на 27 декември 1881 година в сярското село Горно Броди, тогава в Османската империя, днес Ано Вронду, Гърция. Присъединява се към Върховния комитет, както сам казва „за освобождение на поробените български земи“, и в 1902 година участва в Горноджумайското въстание с четата на подпоручик Никола Парапанов и Стефан Николов – Калфата и се сражава при село Годлево.
В началото 1903 година е началник на отделение в четата на поручик Борис Сарафов, която навлиза в Македония през януари. С четата на Сарафов се сражава при село Владимирово, Малешево, в местността Корада между селата Нисия и Гугово, Воденско, край Владово по пътя Месимер - Острово, Воденско, при Държилово, Негушко и в голямото сражение при Смърдеш, Костурско. Два пъти, преоблечен в местна селска носия, влиза във Воден, за да повдигне революционния дух, паднал след смъртта на войводата Лука Иванов и да агитира за въстание. Отсяда в къщите на Радомир Атанасов, Атанас Хлебаров и Доре Кустодоров. Участва в Илинденско-Преображенското въстание през лятото на 1903 година и е член на Воденското горско началство.
При избухването на Балканската война в 1912 година е доброволец в Македоно-одринското опълчение и служи в 3-та рота на 14-а воденска дружина. В сражение на 8 юли 1913 година по време на Междусъюзническата война е тежко ранен и остава инвалид. Нааграден е с орден „За храброст“ IV степен.
След войните става член на Македонското студентско дружество „Вардар“. Като делегат от Сярското благотворително братство участва в обединителния конгрес на Македонската федеративна организация и Съюза на македонските емигрантски организации от януари 1923 година.
Завършва техническо училище във Варна и става кондуктор – ръководител на обект с техническо образование. Занимава се с търговия с продукти от Беломорието. В 1929 година построява за себе си Къщата с кулата в Добруджанския квартал в София. На къщата си изгражда имитация на Бялата кула в Солун, в памет на загубената си мечта да има дюкян в Солун.
На 16 февруари 1943 година, като жител на София, подава молба за българска народна пенсия, която е одобрена и отпусната от Министерския съвет на Царство България.